# Aborto en San Marino
El aborto en San Marino es generalmente ilegal. Los artículos 153 y 154 del Código Penal impone pena de cárcel a toda mujer que se realiza un aborto, y a cualquier individuo que la ayuda o realice abortos. Los abortos bajo la causal de salvar la vida de la mujer, son generalmente autorizados bajo principios legales de necesidad, pero la ley no establece excepciones específicas.
Durante las revisiones del Código Penal en 1974, se propuso una ley para liberalizar el aborto, pero el Gobierno la postergó de forma indefinida para permitir un futuro debate. Ninguna acción ha sido tomada desde entonces. No obstante, un informe del Departamento de Asuntos Económicos y Sociales de las Naciones Unidas  reveló que si una mujer sanmarinense necesitaba abortar, viajaba hacia Italia para realizar el procedimiento.